# Grænseforeningen
Grænseforeningen er en folkeoplysende organisation, der har som formål at støtte danskheden i det dansk-tyske grænseland. Foreningen blev stiftet i 1920 efter folkeafstemningen om, hvor den dansk-tyske grænse skulle placeres, og som konsekvens blev den nordlige del af Sønderjylland (Slesvig) samme år genforenet med Danmark. Foreningen er i dag paraplyorganisation for 55 lokalforeninger med cirka 12.000 medlemmer. Den ældste lokalforening, Sønderjydsk Forening for København (grundlagt 1879), skiftede i 1958 navn til Hovedstadens Grænseforening og udgør nu siden 2009 sammen med den tidligere frederiksbergafdeling (grundlagt 1937) Grænseforeningen for København og Frederiksberg.
Læs mere i Grænseforeningens leksikon.

## Grænseforeningens virke
Grænseforeningens formål er:
- at støtte danskheden i grænselandet, særligt syd for grænsen (danske sydslesvigere)
- at udbrede kendskabet til grænselandets forhold
- at bevare og styrke dansk sprog og kultur

Grænseforeningen udgiver kulturmagasinet Grænsen - magasin om mindretal, sprog og kultur seks gange årligt. Magasinet suppleres af en hjemmeside.
Foreningen har haft strategien »For en åben danskhed« 2007-2025. Denne ønsker formanden Mirco Reimer-Elster og en enig bestyrelse tilbagerullet ved vedtagelse på sendemandsmødet i maj måned 2025. Grænseforeningen skal udelukkende være en folkeoplysende forening, og kulturmødeambassadørkorpset er nedlagt.
De lokale grænseforeninger støtter kulturprojekter og arrangerer foredragsaftener, højskolekurser, sønderjyske kaffeborde og studieture til Sønderjylland og Sydslesvig.
Grænseforeningen er medlem af Dansk Folkeoplysnings Samråd.

## Formænd
- 1920-1922 Frederik Vinding Kruse
- 1922-1926 Hjalmar Ulrich
- 1926-1942 H.P. Hansen
- 1943-1961 Holger Andersen (døde som formand)
- 1961-1966 Frederik Heick
- 1966-1972 Erik Haunstrup Clemmensen
- 1972-1976 Arne Fog Pedersen
- 1976-1984 Eskild Friehling
- 1984-1986 H.P. Clausen
- 1986-1993 Viggo Witt-Hansen
- 1993-1994 Jørn Buch
- 1994-2000 Bent A. Koch
- 2000-2005 Torben Rechendorff
- 2005-2014 Finn Slumstrup
- 2014-2016 Mette Bock
- 2016-2020 Jens Andresen
- 2020-2024 Peter Skov-Jakobsen[9]
- 2024- Mirco Reimer-Elster[10]